# Máximo Gómez

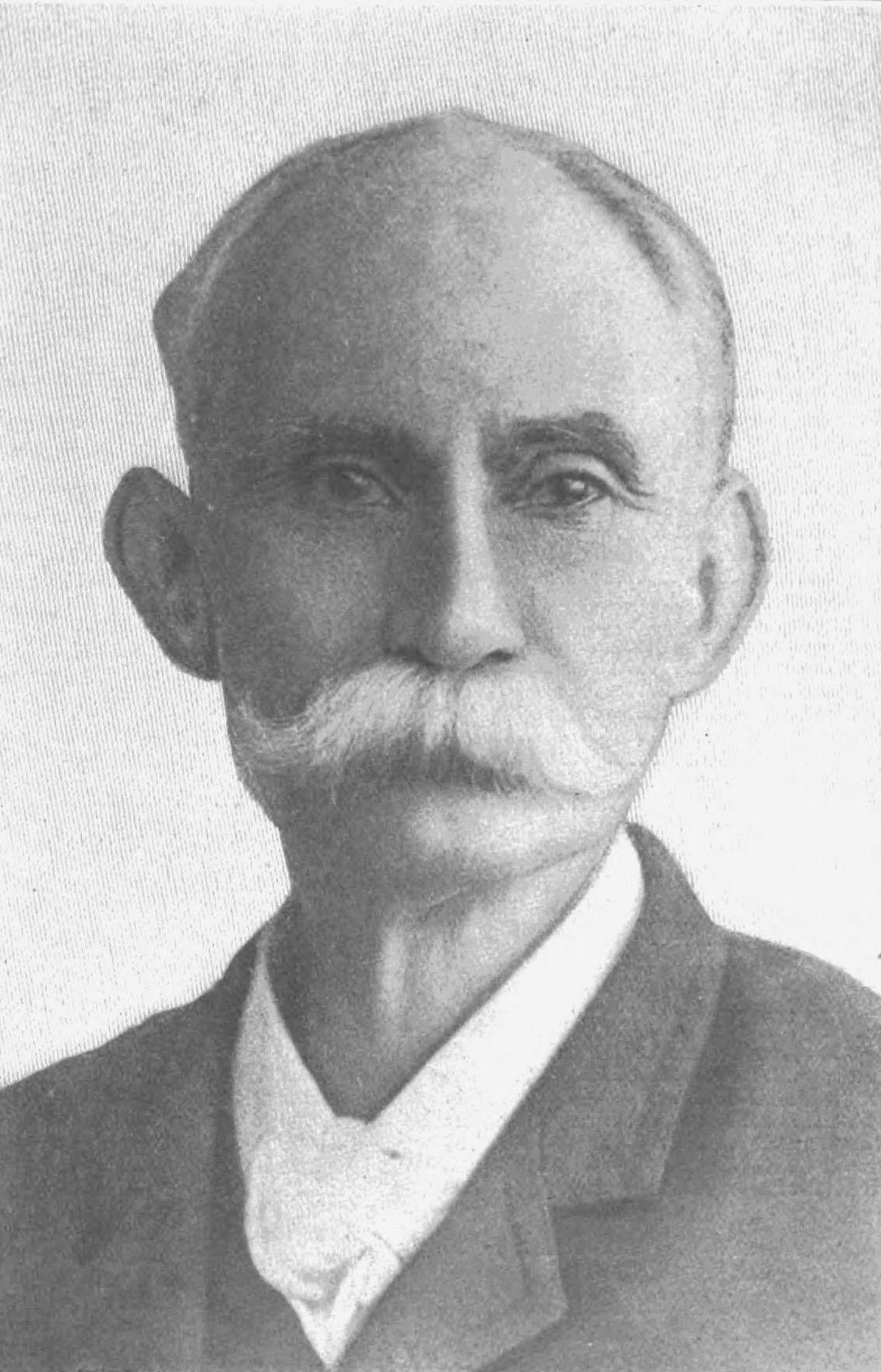
Máximo Gómez

Máximo Gómez y Báez (Baní, 18 november 1836 – Havana, 17 juni 1905) was een Dominicaans onafhankelijkheidsstrijder en militair leider. Hij was een generaal tijdens de Tienjarige Oorlog (Guerra de los Diez Años) (1868-1878) tegen de Spaanse overheerser in Cuba, en was de opperbevelhebber tijdens de Cubaanse Onafhankelijkheidsoorlog, van 1895 tot 1898.
Gómez werd geboren en groeide op in de Dominicaanse Republiek. Op zijn zestiende, in de jaren 50 van de 19e eeuw deed hij mee in de gewapende strijd tegen de Haïtiaanse invasie van de Dominicaanse Republiek. Hij genoot verder een militaire opleiding in Spanje. Later zou hij aan Spaanse zijde vechten tijdens de Dominicaanse Annexatie Oorlog, waarbij Spanje de Dominicaanse Republiek (die in 1844 onafhankelijk is geworden van Haïti) rekolonialiseerde. Een deel van de Dominicanen, onder wie Gómez, was daar voorstander van, als bescherming tegen hernieuwde invasies vanuit buurland Haïti.
Als soldaat in Spaanse dienst kwam Gómez naar Cuba in 1868, maar besloot daar datzelfde jaar de kant van de pro-onafhankelijkheid rebellen (‘Mambises’) te kiezen, tijdens de Tienjarige Oorlog om de onafhankelijkheid. Dit vooral vanwege de onrechtvaardigheden, zoals slavernij, die hij waarnam in Cuba. 
Hij werd al snel een invloedrijk militair leider, en vernieuwde ook oorlogsstrategieën en –tactieken. Hij werd bevelhebber en uiteindelijk generaal-majoor.
In de periode van wapenstilstand in Cuba, tussen 1879 en 1895, woonde Gómez een tijd in Jamaica en later Costa Rica. Hij bleef zich in deze periode inzetten voor de onafhankelijkheid van Cuba, alsmede van andere Caraïbische gebieden. Hij hernieuwde het contact met Antonio Maceo, met wie hij eerder had gevochten in Cuba. Ook leerde hij José Martí kennen, en met Maceo en Martí ijverde hij verder  voor de onafhankelijkheid van Cuba.
Uiteindelijk werd een Bevrijdingsleger gevormd dat naar Cuba kwam om te strijden tegen de Spaanse koloniale overheersers. Gómez werd hiervan bevelhebber, met als onderbevelhebber Antonio Maceo, die in 1896 sneuvelde. Eerder was ook al José Martí gesneuveld in deze onafhankelijkheidsoorlog.
Gómez overleefde het wel en maakte ook de interventie van 1898 door de Verenigde Staten mee in deze oorlog. De campagne van de rebellen tegen de Spanjaarden verliep tot dan toe al redelijk succesvol.
Met het einde van de Onafhankelijkheidsoorlog in 1898 en de volgens velen gemankeerde onafhankelijkheid van Cuba (door de condities en het overwicht van de Verenigde Staten), wilde Gómez, mede door zijn andere (Dominicaanse) nationaliteit, echter niet politiek actief worden, of zich kandidaat stellen als president in 1902.
Hij overleed in Havana in 1905.